# Robert Giesberts
Robert Giesberts (Leiden, 4 oktober 1966) is een Nederlands GroenLinks-politicus.
Giesberts volgde vwo op het Agnescollege in Leiden. Vanaf 1985 studeerde hij sociaal-economische geschiedenis aan de Universiteit van Utrecht. Sindsdien woont hij in Utrecht. Hij werd in Utrecht actief bij de afdeling van de Pacifistisch Socialistische Partij. In 1992 werd voorzitter van de Utrechtse afdeling van de Fietsersbond en actief bij het lokale COC. Hij werd in 1994 lid van de gemeenteraad van Utrecht voor GroenLinks. Tussen 1998 en 2005 was hij fractievoorzitter. Hij werkte daarnaast met name als journalist.
Giesberts was van april 2006 tot 14 maart 2009 in Utrecht wethouder voor openbare ruimte, grondbeleid, gemeentelijke organisatie en wijkgericht werken en hij was wijkwethouder voor de wijken Zuid en Oost.
Op 14 maart 2009 stapte Giesberts samen met de andere GroenLinks wethouder Cees van Eijk uit het college. 
Als wethouder was hij ook bestuurslid van Recreatieschap Stichtse Groenlanden.
Vanaf 2015 is Giesberts teamlid bij WIJ 3.0, een organisatie die mensen die vast zijn gelopen en weer aan het werk willen, activeert en begeleidt.